# Стекловидная тетра
Стекловидная тетра (лат. Prionobrama filigera) — вид тропических пресноводных лучепёрых рыб семейства харациновых. Обитает в тропических регионах бассейна реки Амазонки в Южной Америке, с температурой воды +23…+27 °С.
Достигают в длину до 6 см. Тело вытянутое, сильно сжатое с боков. Основание хвостового плавника красного цвета. В своей естественной среде обитания питаются в основном личинками водных насекомых и ракообразными.